# Małyniwka (rejon wołnowaski)
Małyniwka (ukr. Малинівка) – wieś na Ukrainie, w obwodzie donieckim, w rejonie wołnowaskim, w hromadzie Chlibodariwka. W 2001 liczyła 261 mieszkańców, głównie rosyjskojęzycznych.